# Norman Foster

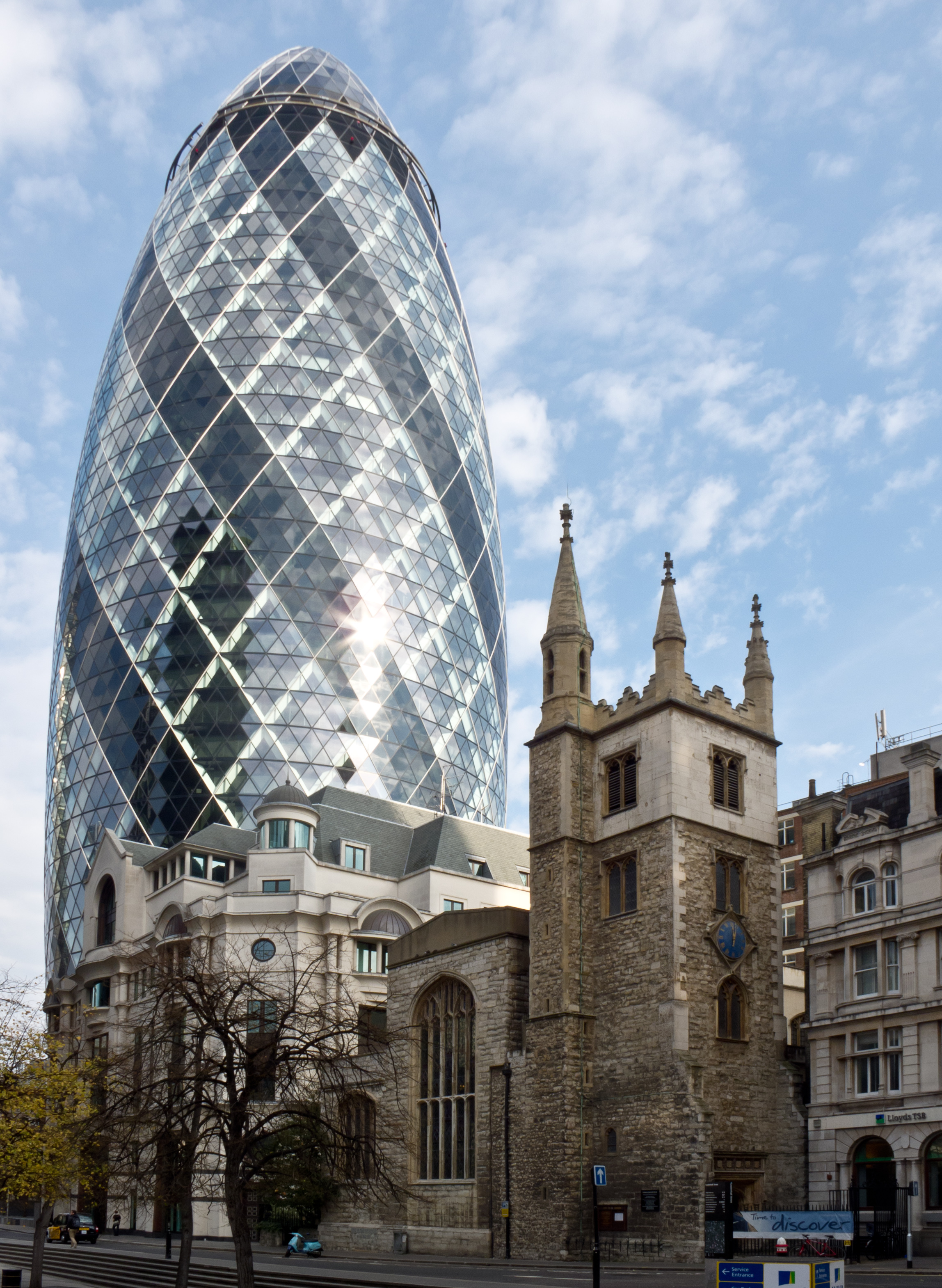
Torre 30 St Mary Axe (Swiss Re), Londres.

Norman Robert Foster (Mánchester, 1 de junio de 1935) es un arquitecto británico, galardonado con el premio Pritzker en 1999 y el Premio Príncipe de Asturias de las Artes en 2009.

## Biografía
Estudió arquitectura en la Universidad de Mánchester y obtuvo después una beca para proseguir sus estudios en la Universidad de Yale. De regreso en Inglaterra, Foster trabajó durante un tiempo con el arquitecto Richard Buckminster Fuller. En 1963 fundó el estudio de arquitectos Team 4, junto a Wendy Cheesman, Richard Rogers, Su Brumwell (Su Rogers) y Georgie Wolton. Georgie Wolton era la única con cualificación de arquitecta, lo que permitió que el estudio ejecutara los proyectos de arquitectura. Wolton dejó el Team 4 pocos meses después, cuando ya estaban los demás con los exámenes. Team 4 funcionó hasta 1967 cuando se dividió en dos estudios, Foster and Partners con Wendy Cheesman como socia cofundadora y directora del estudio, y el estudio Richard + Su Rogers.
Los proyectos iniciales de Foster se caracterizan por un estilo "High-tech" muy pronunciado. Más adelante las líneas de sus edificios se suavizan y desaparece en buena parte ese carácter técnico llevado al extremo. En todo caso, los proyectos de Foster y sus socios llevan un marcado sello industrial, en el sentido de que emplean en los edificios elementos que se repiten multitud de veces, por lo que son fabricados en lugares alejados de la obra. Frecuentemente se diseñan componentes para un edificio ex profeso, reflejando con ello un estilo de buena manufactura.
Foster fue armado caballero en 1990 (Sir Norman Foster) y en 1997 se le confirió la Orden de Mérito. En 1999, La reina Isabel II le otorgó el título nobiliario vitalicio de Barón Foster de Thames Bank (Lord Foster of Thames Bank). En julio de 2010 fue uno de los 5 miembros de la Cámara de los Lores que renunció a su escaño para evitar, en cumplimiento de una nueva ley, fijar su residencia fiscal en el Reino Unido. El título de caballero (lord) lo conservó, porque es vitalicio.
También ha recibido varios premios importantes de arquitectura, como la medalla de oro del instituto americano de arquitectura, el prestigioso premio Pritzker en 1999 y el Premio Príncipe de Asturias de las Artes en 2009.
En noviembre de 2016, fue elegido para la nueva ampliación del Museo del Prado, que consistirá en el remozamiento y adaptación como pinacoteca del edificio del Salón de Reinos, antaño perteneciente al Palacio del Buen Retiro.
Norman Foster es el presidente de la Norman Foster Foundation. La Norman Foster Foundation fomenta el pensamiento y la investigación interdisciplinar para ayudar a nuevas generaciones de arquitectos, diseñadores y urbanistas a anticiparse al futuro. La Norman Foster Foundation, que se inauguró el 1 de  junio de 2017, tiene su sede en Madrid y realiza proyectos a nivel global.[cita requerida]

## Vida privada
En cuanto a su vida privada, en 1996 se casó en segundas nupcias con la psicóloga española Elena Ochoa con quien tiene una hija y un hijo, Paola y Eduardo. Es una psicóloga española y profesora de universidad, famosa por presentar el programa de televisión Hablemos de sexo, que actualmente dirige la editorial y galería de arte Ivorypress. Foster había enviudado en 1989 y tenía cuatro hijos, dos biológicos y dos adoptados.
Su primer trabajo de importancia en España fue la torre de comunicaciones de Collserola en Barcelona (1991), puesta en marcha con motivo de los Juegos Olímpicos de 1992.
En 2007, Norman Foster diseñó su primera bodega, Portia, para el grupo vinícola español Faustino en la localidad burgalesa de Gumiel de Izán.
Actualmente, el estudio de Foster y sus asociados tiene oficinas en Londres, Madrid, Hong Kong, Abu Dhabi y Nueva York, con una plantilla de alrededor de mil empleados.

## Proyectos seleccionados

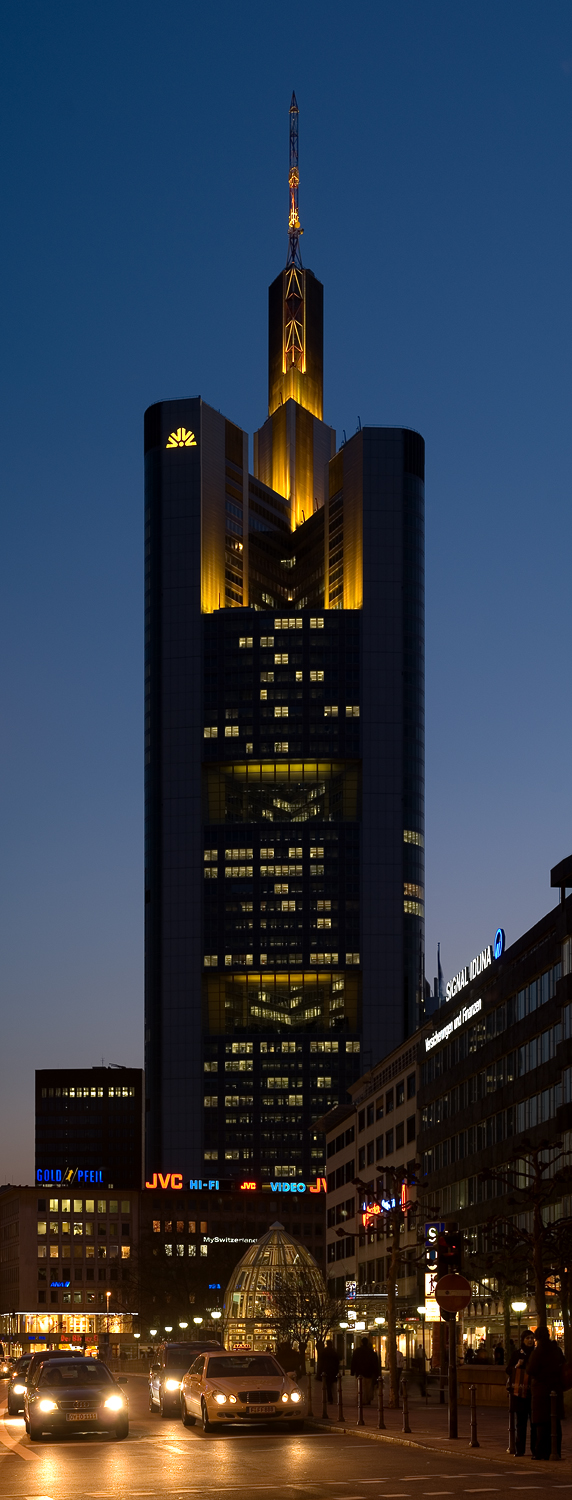
Torre del Commerzbank.

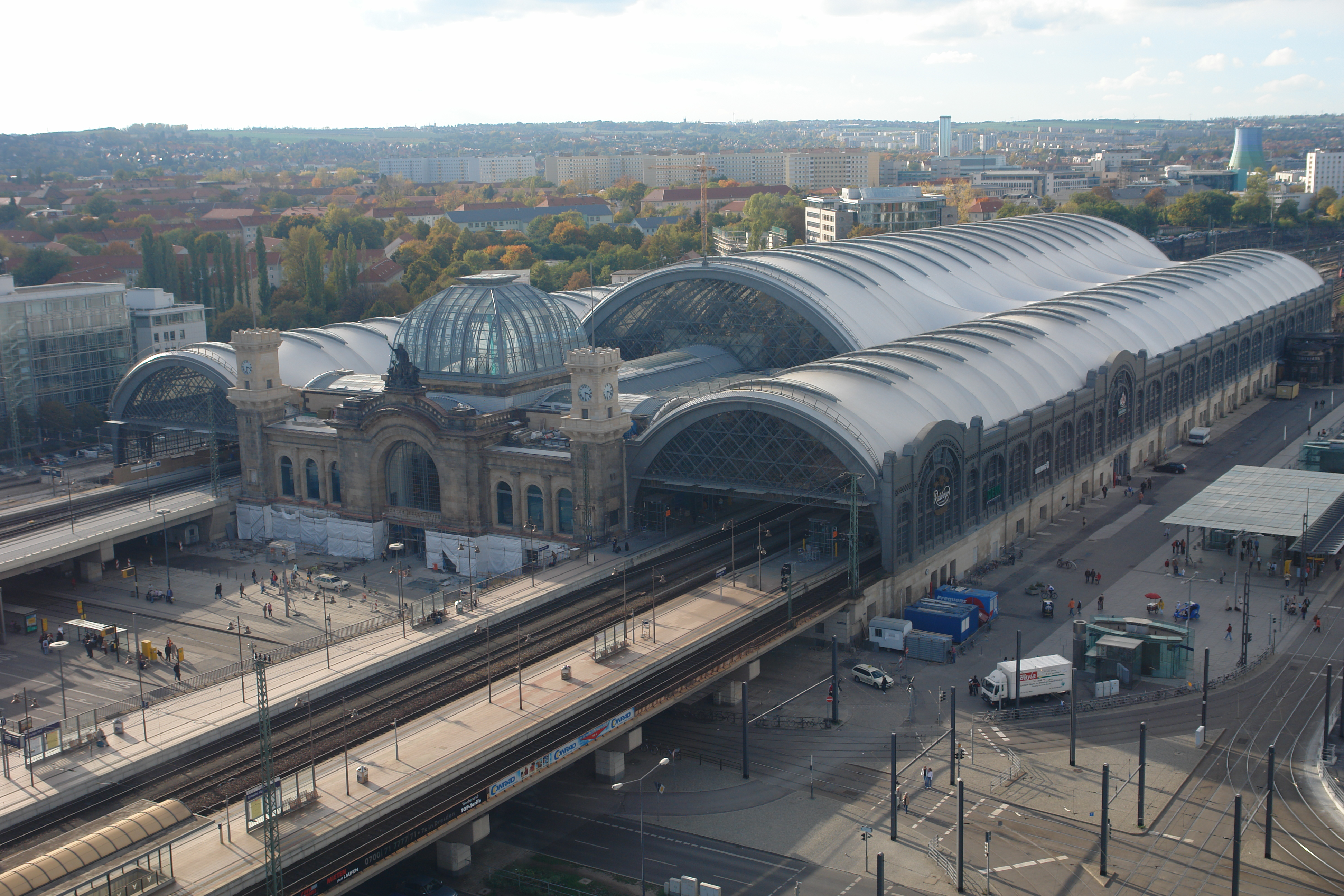
Cubiertas y cúpula de la Dresden Hauptbahnhof.

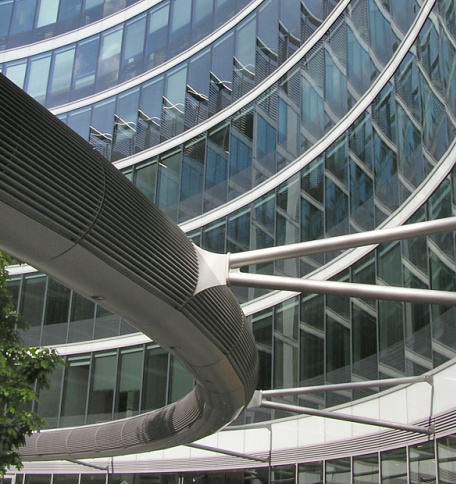
Metropolitan Building en Varsovia.

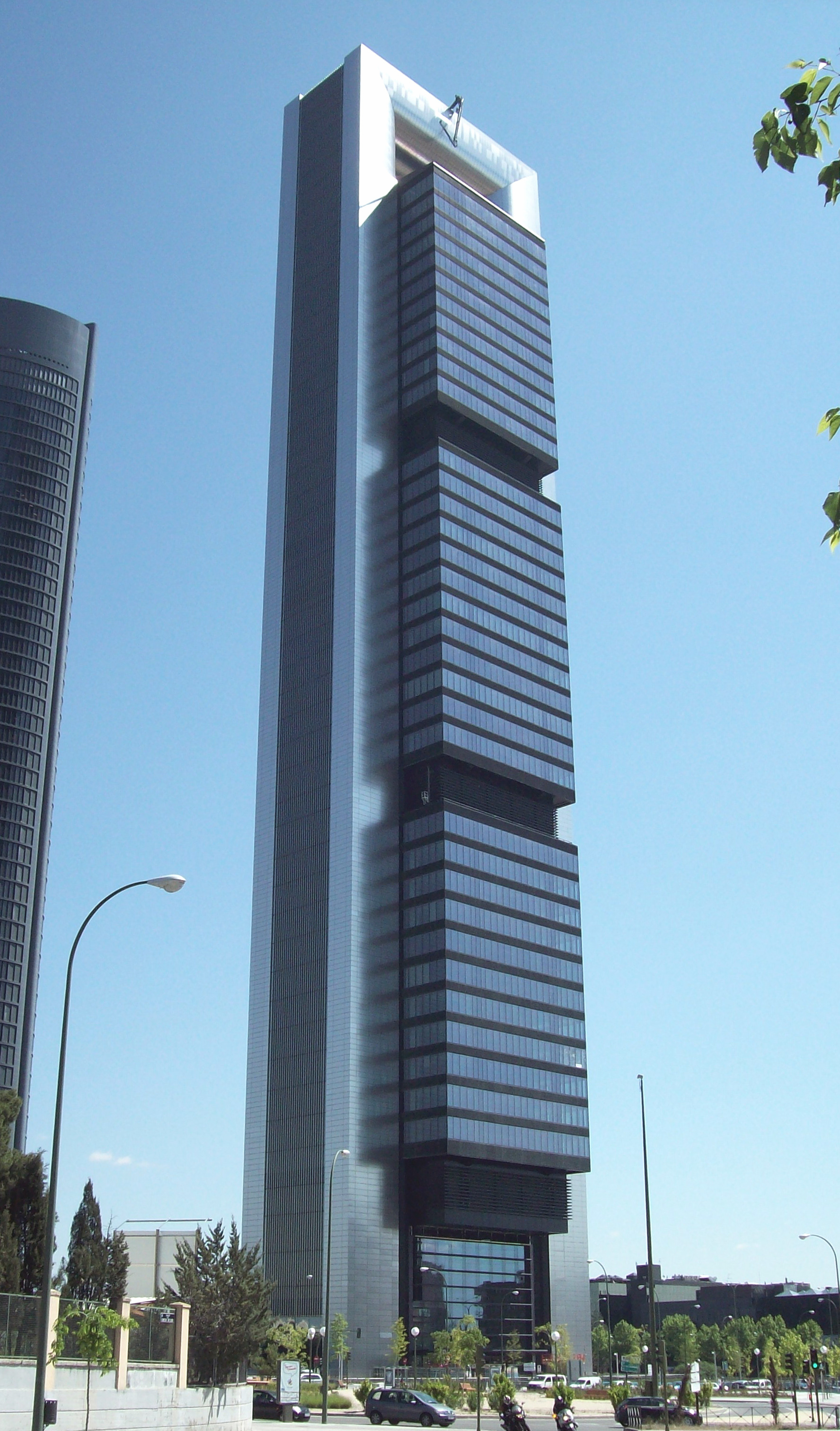
Torre Cepsa.

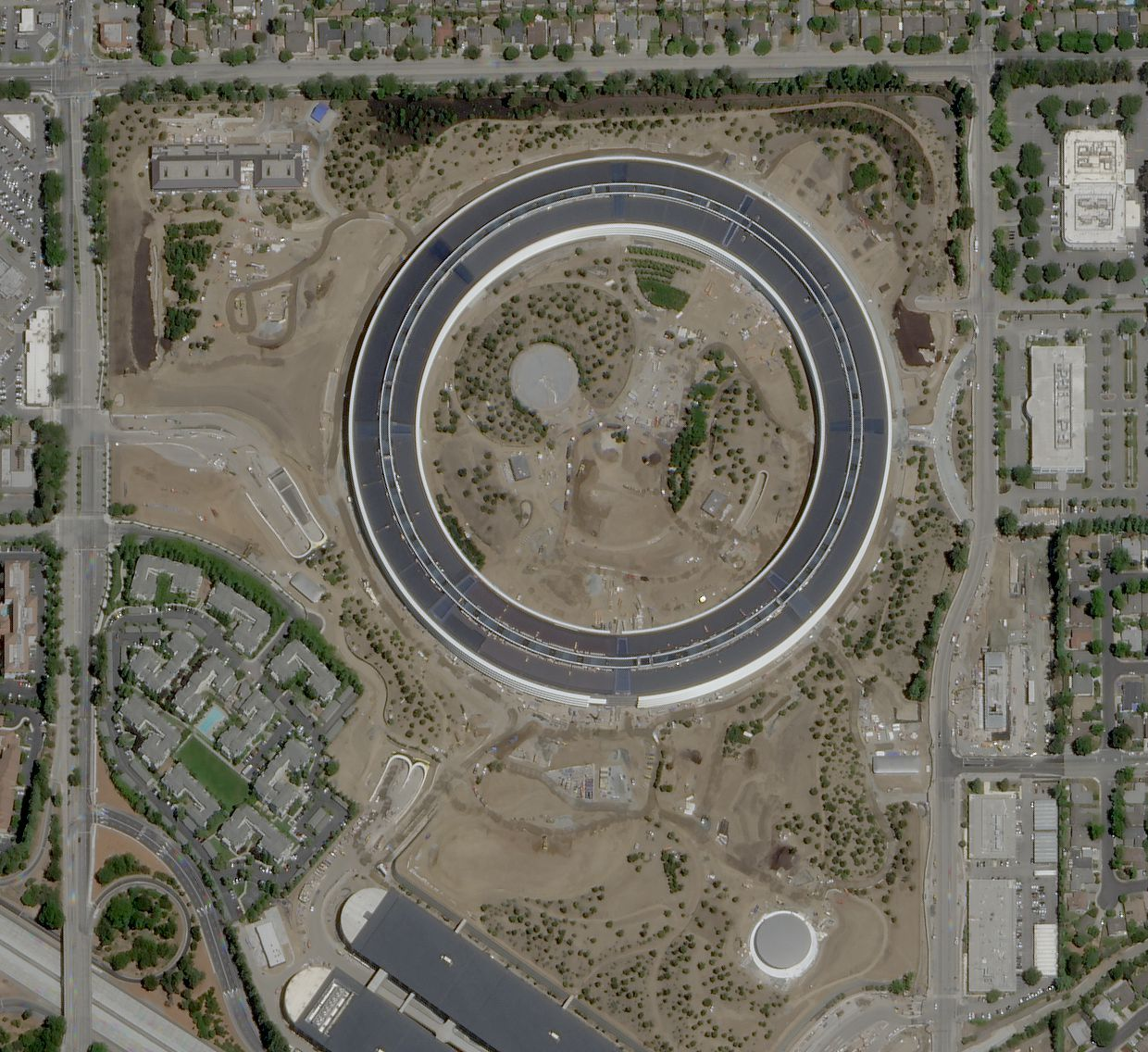
Vista de satélite del Apple Park.

Foster ha desarrollado una carrera extremadamente prolífica a lo largo de cuatro décadas. Las siguientes obras son algunas de sus más importantes construcciones:

### Hasta 1999
- Renovación del edificio del Reichstag, Berlín, Alemania (1998)
- Department of Economics, Manor Road Building, Universidad de Oxford, Inglaterra (1999)
- Redevelopment of the Great Court of the British Museum, Londres, Reino Unido (1999)
- Palacio de Congresos de Valencia, España (1994-1998)
- Aeropuerto Internacional de Hong Kong, Chek Lap Kok, Hong Kong, China (1992-1998)
- Commerzbank Tower, Fráncfort del Meno, Alemania (1991 – 1997)
- The Clyde Auditorium, part of the Scottish Exhibition and Conference Centre en Glasgow, Escocia (1995-1997)
- Law Faculty, Sidgewick Site, Universidad de Cambridge (1995)
- Joslyn Art Museum, Omaha (Nebraska) (1994)
- Lycée Albert Camus, Fréjus, Francia (1993)
- Kings Norton Library, Universidad de Crandfield, Reino Unido (1993)
- Carré d'Art, Nîmes, Francia (1984-1993)
- Torre de Collserola, Barcelona, España (1992)
- Edificio Terminal en Aeropuerto de Londres-Stansted, Londres, Reino Unido (1981-1991)
- HSBC Main Building (Hong Kong) (1979-1986)
- Renault Distribution Centre, Swindon, Reino Unido (1983)
- Sainsbury Centre for Visual Arts at the University of East Anglia, Norwich, Inglaterra (1974-1978)
- Willis Faber and Dumas Headquarters, Ipswich, Inglaterra (1971-1975)
- IBM Pilot Head Office, Cosham, Portsmouth, Inglaterra (1970-1971)
- Diseño de las estaciones del Metro de Bilbao, España (inaugurado en 1995 y en continua ampliación). Las bocas de entrada, ejecutadas mediante acero y cristal, reciben popularmente el nombre de Fosteritos en honor al arquitecto.

### Desde 1999
- Torre Cepsa, Madrid, España (2004-2008)[11]
- John Spoor Broome Library, Cal State Channel Islands (2006-2008)
- Lumiere residences, Sídney, Australia (2007-2008)
- Thomas Deacon Academy (2005-2007)
- Willis Building, Londres, Reino Unido (2004-2007)
- Wembley Stadium, Londres, Reino Unido (2002-2007)
- Palace of Peace and Reconciliation,[12] Astaná, Kazajistán (2006)
- Edificio de la Facultad de Farmacia[13] en la Universidad de Toronto, Canadá (2006)
- Hearst Tower,[14] Nueva York, EE. UU. (2006)
- Reconstrucción de la Dresden Hauptbahnhof (estación central), Dresde, Alemania (2002-2006)
- Deutsche Bank Place, Sídney, Australia (el primer edificio de Sir Norman Foster en el hemisferio sur) (2005)
- The Philological Library at the Free University of Berlin, Alemania (2005)
- National Police Memorial, The Mall, Londres, Reino Unido (2005)
- 40 apartamentos de lujo en St. Moritz, Suiza (2005)
- Modelo de marquesina 'Foster', Barcelona (2015)
- Viaducto de Millau, Gorge du Tarn, Francia (1993-2005)
- Tanaka Business School, Imperial College London (2004)
- McLaren Technology Centre, Woking, Reino Unido (2004)
- The Sage Gateshead, Gateshead, Inglaterra (2004)
- 30 St Mary Axe, Swiss Re London headquarters, Londres, Reino Unido (1997-2004)
- Metro de Bilbao, España (1988-1995, 1992-2004)
- Universiti Teknologi Petronas main campus, Malasia (2003)
- Clark Center, Universidad Stanford, Palo Alto, California (2003)
- 8 Canada Square (HSBC Group Head Office), Londres (2002)
- The Metropolitan Building in Varsovia (1997-2003)
- Lionel Robbins Building renovation, British Library of Political and Economic Science, London School of Economics, Londres, Reino Unido (1999-2001)
- J Sainsbury headquarters, Holborn Circus, Londres (2001)
- La Poterie metro station, Rennes, Francia (2001)
- Al Faisaliyah Center, Riad, Arabia Saudita (2001)
- Expo MRT Station, Singapur (2001)
- Center for Clinical Science Research, Stanford University, Palo Alto, California (2000)
- Millennium Bridge, Londres, Reino Unido (1996-2000)
- Greater London Authority Building (Ayuntamiento de Londres), Londres, Reino Unido (2000)
- Bodegas Portia en Gumiel de Izán, Ribera del Duero (2010).[15]
- Sede del Gobierno de la Ciudad de Buenos Aires, Buenos Aires, Argentina (2015)
- Apple Park, nueva sede central de la compañía Apple en Cupertino (California) (2017)

### Propuestas o en construcción
- Torre The Elysian, Cork, República de Irlanda, (2008-2011)
- Centro de Cultura y Ocio, Ciudad del Motor de Aragón, Alcañiz, España (2007) (ganador en competición)
- Tivoli Hotel, Copenhague, Dinamarca (2010) (ganador en competición)
- Museo de la Aviación, Getafe, España (actualmente en fase de diseño)
- 200 Greenwich Street, Torre 2 del plan de reconstrucción del World Trade Center en Nueva York, Estados Unidos (actualmente en fase de diseño)
- Reconstrucción de New Holland Island, San Petersburgo, Rusia (en curso)
- Russia Tower, Moscú, Rusia (2007-2011)
- U2 Tower, Dublín, Irlanda (2008-2011) (ganador en competición)
- Spinningfield Square, Mánchester, Inglaterra (2005-2010)
- Dallas Center for the Performing Arts, Dallas, Estados Unidos (2009)
- The Bow, Calgary, Canadá (2009)
- The Troika, Kuala Lumpur, Malasia (2004-2009)
- Terminal Internacional, Aeropuerto Internacional de Pekín, Pekín, China (2007)
- New Elephant House, Zoológico de Copenhague, Copenhague, Dinamarca (2007)
- Queen's Dock, Scottish Exhibition and Conference Centre, Glasgow, Escocia (2004-2007)
- Supreme Court of the United Kingdom, Middlesex Guildhall, Londres, Reino Unido (2009)
- Xan Şatırı en Astaná, Kazajistán
- Masdar, Abu Dabi (anunciado 2007)
- New Yale School of Management campus, New Haven, Connecticut (anunciado 4 de septiembre de 2007)
- Estadio Camp Nou, Barcelona, España (anunciado 18 de septiembre de 2007)[16]
- Crystal Island, Moscú, Rusia[17][18]
- Hermitage Plaza, La Défense, París, Francia (2010-2014)
- Unidad de Ocio y Cultura de Motorland, Alcañiz, España
- Estación de AVE, Orense, España. (Obra cancelada)
- Ampliación del Palacio de Congresos de Valencia, España
- Nuevo Aeropuerto Internacional de la Ciudad de México, México (Obra cancelada)
- Ampliación del Aeropuerto Internacional de Tocumen de la Ciudad de Panamá, Panamá
- Ampliación del Museo de Bellas Artes de Bilbao[19]
- Edificio Axis, en la plaza de Colón de Madrid[20]
- Avenida Córdoba 120, en Buenos Aires, Argentina
- La Fábrica, en Santiago, Chile[21] (Anunciado en septiembre de 2021)

### Proyectos no arquitectónicos
Otras obras de diseño de Foster incluyen el sistema de mesa Nomos para el fabricante italiano Tecno, y el yate a motor Izanami (luego Ronin) para Lürssen Yachts.

## Premios
- 1990: Premio de Arquitectura Contemporánea Mies van der Rohe.
- 1994: Medalla de Oro del AIA.
- 1999: Premio Pritzker.[24]
- 1996: Medalla de Honor de la Universidad Internacional Menéndez Pelayo, (UIMP)
- 2009: Premio Príncipe de Asturias de las Artes.[24]